# Marcello Tegalliano
Marcello Tegalliano est le deuxième doge de Venise (717-726), selon la tradition.

## Biographie
De Marcello Tegalliano, on sait fort peu de choses : il fut probablement le magister militum cité par le traité signé entre Liutprand et le premier doge, Paoluccio Anafesto.
Le nom Tegalliano lui a été attribué par la suite, de même que son appartenance supposée à une des familles vénitiennes, les Fonicalli ou les Marcello.
De même que Paoluccio, premier doge de la tradition, son existence n'est pas attestée historiquement : il est bien possible que la légende ait été forgée pour faire apparaître ce titre plus ancien qu'il n'est en réalité. Cependant, c'est bien dans cette période que l'on commença, dans la lagune, à utiliser le titre de « dux » (duc) qui fut transformé en « doge » dans le dialecte vénitien.
Il s'entremit dans une question entre les patriarche de Aquilée et de Grado, et il prit parti pour ce dernier devant le pape Grégoire II. Il semblerait qu'il soit mort de mort naturelle. Il aurait été enterré à Eraclea.